# ماکن-کی!
ماکن-کی! (ژاپنی: マケン姫っ! هپبورن: Makenki'!) یک مجموعه مانگا ژاپنی است که توسط هیرومیتسو تاکدا نوشته و طراحی شده‌است. این سری توسط انتشارات فوجیمی شوبو ابتدا در مجله دراگون ایج پیور و سپس در ماهنامه دراگون ایج چاپ می‌شود. بر اساس نسخه مانگا یک مجموعه تلویزیونی انیمه توسط استودیو اِی‌آی‌سی دستمایه اقتباس قرار گرفت که از اکتبر تا دسامبر ۲۰۱۱ در شبکه ای‌تی-ایکس پخش شد. فصل دوم انیمه نیز با عنوان ماکن-کی! دو (به ژاپنی: マケン姫っ！通 Makenki! Tsū) توسط استودیو زیبک از ژانویه تا مارس ۲۰۱۴ پخش شد.